# Meso-eutrofie
| Trofiegraden     |
| ---------------- |
| hypertrofie      |
| eutrofie         |
| meso-eutrofie    |
| mesotrofie       |
| meso-oligotrofie |
| oligotrofie      |

Meso-eutrofie is een begrip uit de ecologie waarmee een milieutoestand wordt bedoeld waarbij de trofiegraad ongeveer het midden houdt tussen die van een mestroof milieu en een eutroof milieu. Binnen meso-eutrofe ecosystemen zijn relatief veel beschikbare minerale nutriënten aanwezig, maar niet zo veel als in uitgesproken eutrofe systemen.
Organismen en levensgemeenschappen die vooral zijn aangewezen op meso-eutrofe habitats noemt men meso-eutrafent.

## Etymologie
Het woord 'meso-eutrofie' is afkomstig van het Griekse mesos ('midden'), eû ('goed') en trophḗ ('voeding').

## Fotogalerij

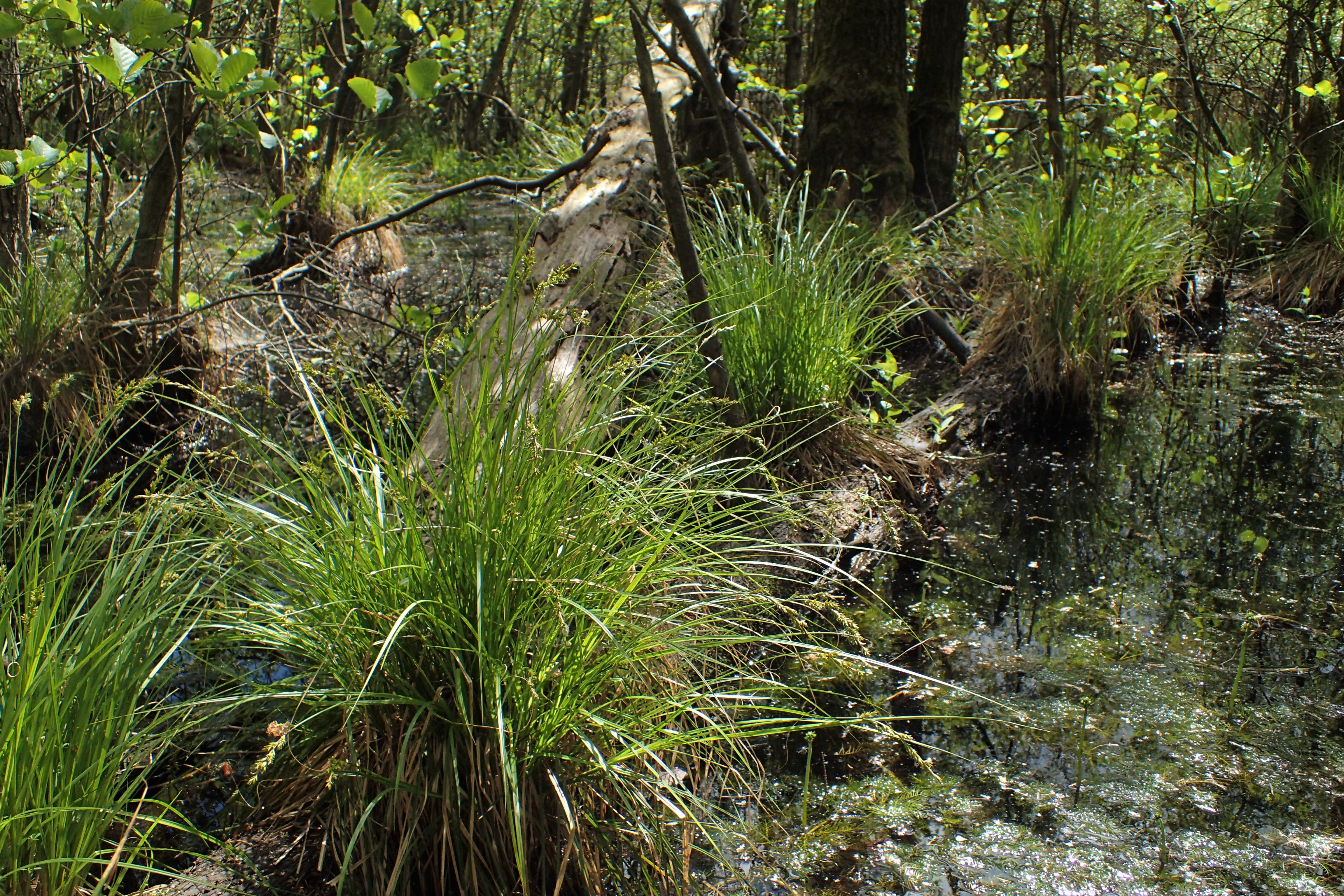
Elzenzegge-elzenbroek, een veelal meso-eutrafent bostype
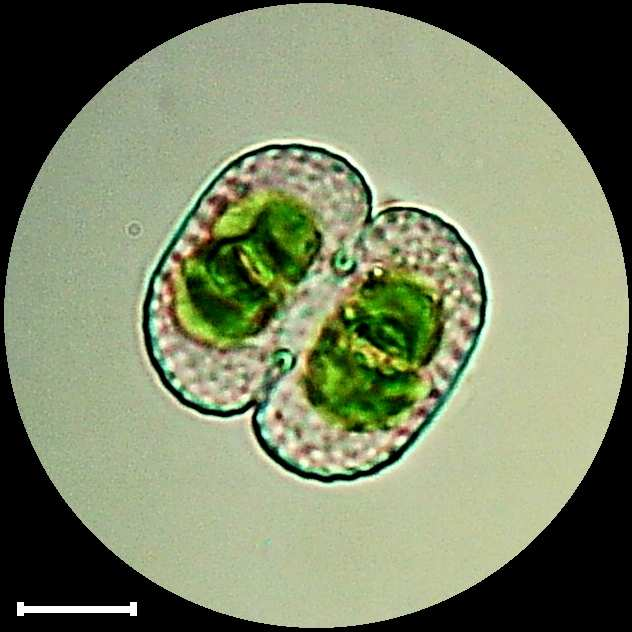
Cosmarium punctulatum, een meso-eutrafente sieralgensoort